# Nika Križnar
Nika Križnar (Škofja Loka, 2000. március 9. –) szlovén olimpiai bajnok síugrónő, 2016 óta a síugró-világkupa tagja. 

## Pályafutása
Križnar 2016-ban debütált a világkupán Ljubnóban, de első pontjait már azon a hétvégén meg is szerezte. A 2017-es junior északisí-világbajnokságon egyéniben a harmadik, vegyescsapatban pedig világbajnok lett. Egy héttel később indult a téli európai ifjúsági olimpiai fesztiválon is, ahol az egyéni versenyen a harmadik helyével lett érmes, míg csapatban bajnok lett. 2018-ban ismét indult a junior északisí-világbajnokságon, de ezúttal mind egyéniben, mind pedig a vegyes csapattal együtt bajnok lett.
A világkupán az első dobogós helyezését 2018-ban érte el Barcarozsnyón, ahol 17 évesen a harmadik lett Maren Lundby és Katharina Althaus mögött. A 2019-es seefeldi világbajnokságon egyéniben a hetedik helyen végzett, csapatban pedig a negyedik lett. A világkupán első győzelmére 2021-ig kellett várnia, amikor a hinzenbachi versenyen honfitársa, Ema Klinec előtt tudott diadalmaskodni. Innentől kezdve azonban a szezon összes hátralévő versenyén dobogóra állhatott, valamint Barcarozsnyón ismét nyerni tudott, így egyre nagyobb esélyesnek számított a világkupa összetettjében is. A szezon végén ő és Takanasi Szara számítottak a legnagyobb esélyesnek, csupán néhány pont választotta el őket az összetettben, de mivel Marita Kramer a szezon utolsó négy versenyét egyaránt meg tudta nyerni, így az utolsó versenyre ő is bejelentkezett a világkupa elsőségre. Az utolsó verseny döntött mindenről, ahol azonban a szél miatt csupán egy fordulót rendeztek meg, ez Kramer győzelmével zárult, de mivel Križnar a harmadik lett, így ő nyerte a világkupát 9 ponttal Takanasi és 11 ponttal Kramer előtt. A következő szezonban többek között a ljubnói és a willingeni versenyen is tudott nyerni, ahol utóbbi az első nagysáncos győzelme volt.

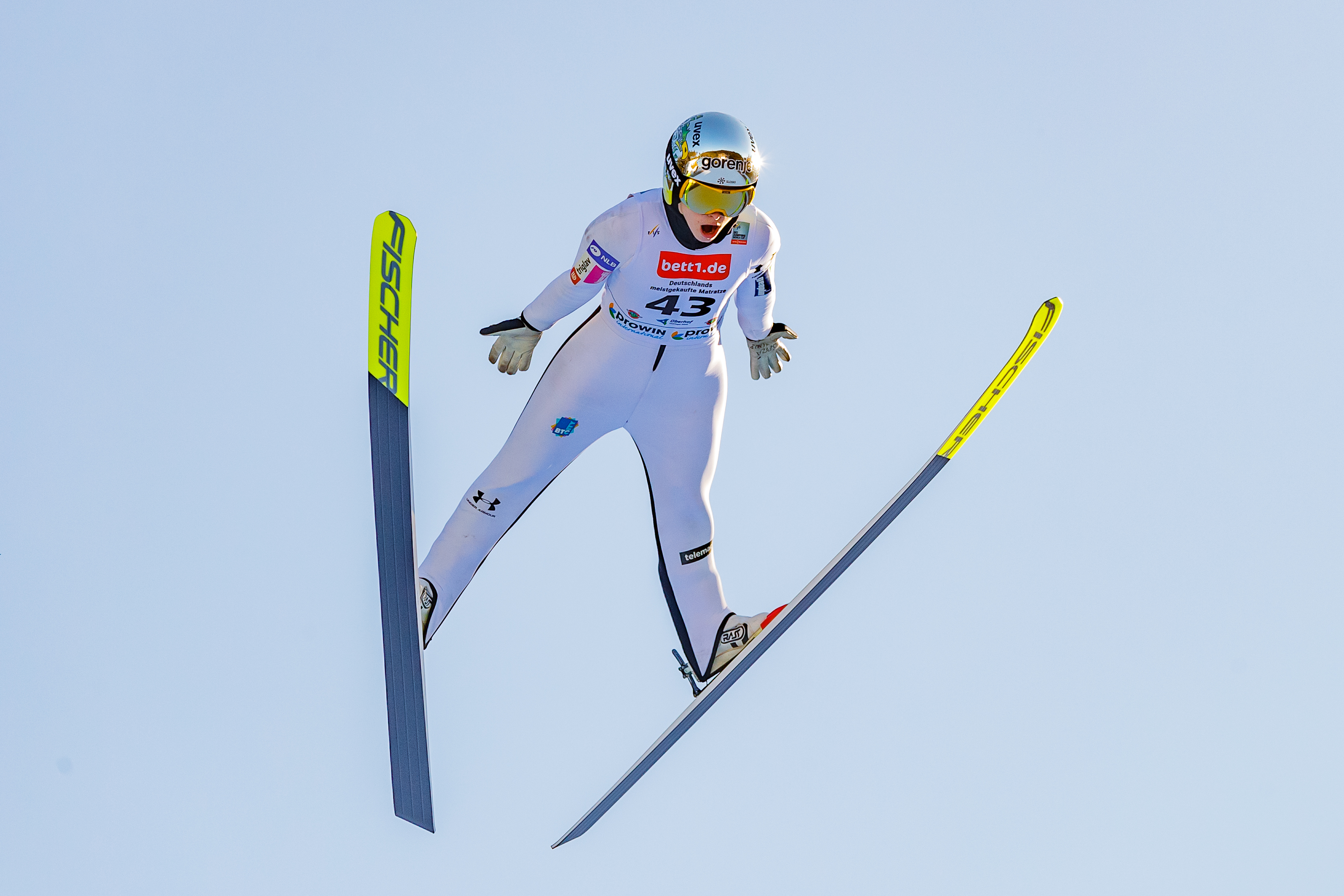
Križnar repülés közben a 2022-es oberhofi versenyen

Februárban az olimpiai bajnoki cím egyik esélyeseként utazott Pekingbe, mind az egyéni, mind a vegyes csapatversenyben. Az egyéni versenyen bronzérmet szerzett Bogataj és Althaus mögött, míg a vegyescsapatban a tömeges kizárások ellenére is magabiztosan lett olimpiai bajnok. A világkupán nem tudta a címét megvédeni, ugyanis Marita Kramer domináns szezont futva lett a győztes, de Križnar zárt mögötte a második helyen. 

## Eredményei

### Világkupa
| Szezon  | Összetett | Silvester Tournament | Alpekrone | Lillehammer Triple | Raw Air | Blue Bird Tour |
| ------- | --------- | -------------------- | --------- | ------------------ | ------- | -------------- |
| 2015–16 | 36.       |                      |           |                    |         |                |
| 2016–17 | 33.       |                      |           |                    |         |                |
| 2017–18 | 10.       |                      |           | 12.                |         |                |
| 2018–19 | 5.        |                      |           | 10.                | 9.      | 5.             |
| 2019–20 | 7.        |                      |           |                    | 8.      |                |
| 2020–21 | 1.        |                      |           |                    |         | 3.             |
| 2021–22 | 2.        | 2.                   | 1.        |                    | 1.      |                |
| 2022–23 |           | 3.                   |           |                    |         |                |

#### Győzelmei
| No. | Szezon  | Dátum              | Helyszín     | Sánc                             | Sáncméret |
| --- | ------- | ------------------ | ------------ | -------------------------------- | --------- |
| 1.  | 2020–21 | 2021. február 5.   | Hinzenbach   | Aigner-Schanze HS90              | NH        |
| 2.  | 2020–21 | 2021. február 18.  | Barcarozsnyó | Trambulina Valea Cărbunării HS97 | NH        |
| 3.  | 2021–22 | 2021. december 31. | Ljubno       | Savina Ski Jumping Center HS94   | NH        |
| 4.  | 2021–22 | 2022. január 30.   | Willingen    | Mühlenkopfschanze HS147          | LH        |
| 5.  | 2021–22 | 2022. február 27.  | Hinzenbach   | Aigner-Schanze HS90              | NH        |

### Olimpia
| Év   | Helyszín     | Verseny      | Eredmény |
| ---- | ------------ | ------------ | -------- |
| 2018 | Phjongcshang | normálsánc   | 7.       |
| 2022 | Peking       | normálsánc   | 3.       |
| 2022 | Peking       | vegyescsapat | 1.       |

### Északisí-világbajnokság
| Év   | Helyszín   | Verseny              | Eredmény |
| ---- | ---------- | -------------------- | -------- |
| 2017 | Lahti      | normálsánc           | 13.      |
| 2017 | Lahti      | vegyes csapatverseny | 4.       |
| 2019 | Seefeld    | normálsánc           | 7.       |
| 2019 | Seefeld    | csapatverseny        | 4.       |
| 2019 | Seefeld    | vegyes csapatverseny | 4.       |
| 2021 | Oberstdorf | normálsánc           | 5.       |
| 2021 | Oberstdorf | nagysánc             | 3.       |
| 2021 | Oberstdorf | csapatverseny        | 2.       |
| 2021 | Oberstdorf | vegyes csapatverseny | 4.       |